# Robin Wingbermühle
Robin Wingbermühle (ur. 20 maja 1992) – holenderska lekkoatletka, tyczkarka. 
Podczas mistrzostw Europy juniorów (2011) zajęła 22. miejsce w eliminacjach i nie awansowała do finału. Na młodzieżowych mistrzostwach Europy (2013) także odpadła w eliminacjach (17. lokata). Srebrna (2013) i brązowa (2011) medalistka mistrzostw Holandii.

## Rekordy życiowe
- Skok o tyczce (stadion) – 4,20 (2014)
- Skok o tyczce (hala) – 4,23 (2014)